# Campeonato de Francia de Rugby 15 1975-76
El Campeonato de Francia de Rugby 15 1975-76 fue la 77.ª edición del Campeonato francés de rugby.
El campeón del torneo fue el equipo de Sporting Union Agen quienes obtuvieron su sexto campeonato.

## Desarrollo

### Grupo  A
| Grupo 1 - Béziers - Valence - Perpignan - Pau - Montchanin - Toulouse - Lavelanet - Tulle        | Grupo 2 - Montferrand - Brive - Aurillac - Bègles - La Rochelle - Mont-de-Marsan - Chambéry - Saint-Girons     | Grupo 3 - Narbonne - Avignon Saint-Saturnin - La Voulte - Biarritz - Oloron - Bayonne - Lyon OU - Vichy |
| Grupo 4 - Dax - Romans - RRC Nice - US Bressane - Touloun - Racing - Bourgoin-Jallieu - Marmande | Grupo 5 - Agen - Lourdes - Stade Bagnérais - Montauban - Saint-Jean-de-Luz - Stadoceste - Mérignac - Périgueux | |

### Grupo B
| - Stade Beaumontois - Cahors - Carcassonne - Castres | - Graulhet - Le Creusot - Mimizan |

### Dieciseisavos de final
| 1976 | Brive | 28 - 6 | Graulhet |  |  |

| 1976 | Saint-Jean-de-Luz | 12 - 6 | Bagnerais |  |  |

| 1976 | Montferrand | 62 - 18 | Stade Beaumontois |  |  |

| 1976 | Perpignan | 48 - 3 | Biarritz |  |  |

| 1976 | Béziers | 37 - 8 | Mimizan |  |  |

| 1976 | Montauban | 27 - 6 | La Voulte |  |  |

| 1976 | Lourdes | 15 - 6 | Castres |  |  |

| 1976 | Valence | 16 - 6 | La Rochelle |  |  |

| 1976 | Agen | 23 - 6 | Le Creusot |  |  |

| 1976 | RRC NIce | 7 - 6 | Pau |  |  |

| 1976 | Romans | 17 - 6 | Carcassonne |  |  |

| 1976 | Aurillac | 11 - 7 | Toulon |  |  |

| 1976 | Narbonne | 30 - 12 | Cahors |  |  |

| 1976 | Bègles | 9 - 9 | US Bressane |  |  |

| 1976 | Dax | 21 - 7 | Montchanin |  |  |

| 1976 | Oloron | 13 - 8 | Avignon Saint-Saturnin |  |  |

### Octavos de final
| 1976 | Brive | 24 - 7 | Saint-Jean-de-Luz |  |  |

| 1976 | Montferrand | 18 - 3 | Perpignan |  |  |

| 1976 | Béziers | 21 - 7 | Montauban |  |  |

| 1976 | Lourdes | 21 - 3 | Valence |  |  |

| 1976 | Agen | 12 - 12 | RRC Nice |  |  |

| 1976 | Narbonne | 9 - 6 | Bègles |  |  |

| 1976 | Dax | 14 - 9 | Oloron |  |  |

| 1976 | Romans | 18 - 15 | Aurillac |  |  |

### Cuartos de final
| 1976 | Brive | 3 - 0 | Montferrand |  |  |

| 1976 | Béziers | 29 - 6 | Lourdes |  |  |

| 1976 | Agen | 9 - 7 | Romans |  |  |

| 1976 | Narbonne | 20 - 8 | Dax |  |  |

### Semifinal
| 1976 | Agen | 22 - 6 | Narbonne |  |  |

| 1976 | Brive | 12 - 21 | Béziers |  |  |

### Final
| 23 de mayo de 1976 | Agen | 13 - 10 | AS Béziers | Parc des Princes, Paris |  |

| Bandera de Francia |
| Campeón Agen       |
| Sexto título       |